# Jean Plaskie
Jean Plaskie (Laeken, 24 agosto 1941 – Strombeek-Bever, 18 settembre 2017) è stato un calciatore belga, di ruolo difensore.